# Northville (Míchigan)
Northville es una ciudad ubicada en el condado de Wayne y condado de Oakland en el estado estadounidense de Míchigan. En el Censo de 2010 tenía una población de 5970 habitantes y una densidad poblacional de 1.116,24 personas por km².

## Geografía
Northville se encuentra ubicada en las coordenadas 42°26′10″N 83°29′18″O / 42.43611, -83.48833. Según la Oficina del Censo de los Estados Unidos, Northville tiene una superficie total de 5.35 km², de la cual 5.3 km² corresponden a tierra firme y (0.87%) 0.05 km² es agua.

## Demografía
Según el censo de 2010, había 5970 personas residiendo en Northville. La densidad de población era de 1.116,24 hab./km². De los 5970 habitantes, Northville estaba compuesto por el 93.72% blancos, el 1.64% eran afroamericanos, el 0.05% eran amerindios, el 2.63% eran asiáticos, el 0% eran isleños del Pacífico, el 0.6% eran de otras razas y el 1.36% pertenecían a dos o más razas. Del total de la población el 2.23% eran hispanos o latinos de cualquier raza.